# Sandoval megye
Sandoval megye az Amerikai Egyesült Államokban, azon belül Új-Mexikó államban található. Megyeszékhelye Bernalillo, legnagyobb városa Rio Rancho. Lakosainak száma 148 834 fő (2020. április 1.). Sandoval megye Rio Arriba, Los Alamos, Santa Fe, Bernalillo, Cibola, McKinley és San Juan megyékkel határos.

## Népesség
A megye népességének változása:
| Lakosok száma | 132 370 | 134 202 | 135 383 | 136 575 | 139 394 | 148 834 |
|               | 2010    | 2011    | 2012    | 2013    | 2015    | 2020    |